# Candomblé

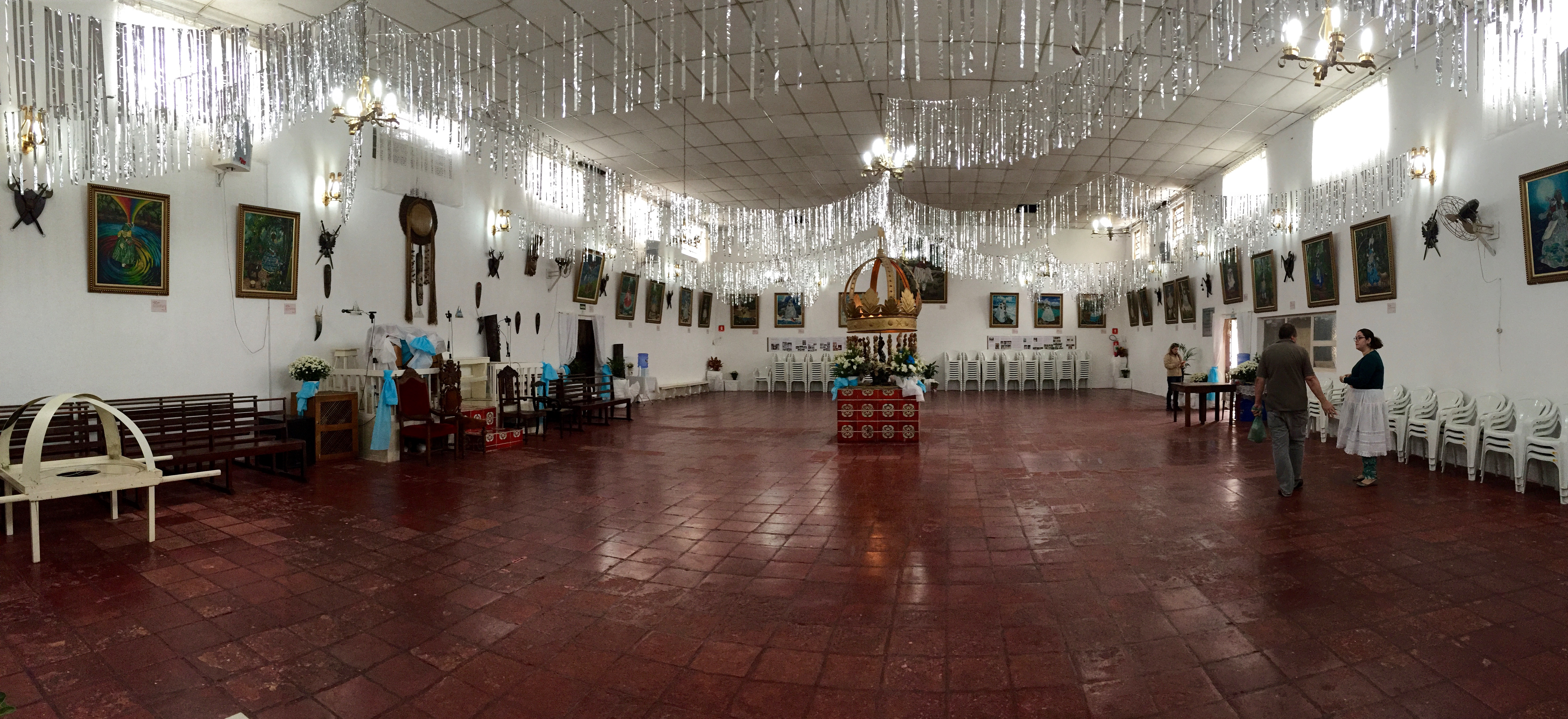
Axé Ilê Obá - Tempio candomblé di San Paolo

Il candomblé è una religione afrobrasiliana tuttora praticata prevalentemente in Brasile ma anche tutta l'America latina e diffusa anche in alcuni paesi europei (Portogallo, Spagna, Italia  ecc.). Questa religione consiste nel culto degli Orixa, che sono divinità, emanazioni del Dio unico, Olorun. Gli orisas rappresentano archetipi antropologici; a essi sono associati determinati colori, attività umane, tipi di alimenti, erbe mediche, ecc. Essi trasmettono agli umani asè , cioè l'energia universale che è in tutte le cose e nei viventi. Molti Orixa hanno avuto una incarnazione umana.
Il culto di Orixa è giunto in Brasile dall'Africa, portato da sacerdoti africani e fedeli che erano stati deportati come schiavi. La parola makumba  (di origine bantu) sembra significasse “danze di neri", ed è anche il nome di un antico strumento.

## Diffusione
Benché originariamente la sua diffusione fosse limitata alla popolazione in schiavitù, fosse osteggiatto dalla Chiesa cattolica e perfino criminalizzato da alcuni governi, il candomblé è sopravvissuto per secoli e si è diffuso considerevolmente dopo la fine della schiavitù nel XIX secolo. Ora è una religione ampiamente diffusa, con seguaci appartenenti a tutte le classi sociali, e decine di migliaia di templi, o terreiros. Durante un recente censimento, circa due milioni di Brasiliani (1,5 % della popolazione) si sono detti seguaci del candomblé. Nella cultura brasiliana le religioni non sono avvertite reciprocamente esclusive, e pertanto molte persone che praticano abitualmente altre confessioni partecipano a rituali del candomblé, anche regolarmente; le divinità, i riti e le festività del candomblé sono ora parte integrante del folklore brasiliano.

## Storia
La nascita e lo sviluppo istituzionalizzati di questa religione in Brasile sono abbastanza recenti. Il candomblé si sviluppò in Brasile dalle conoscenze dei sacerdoti e delle sacerdotesse africani giunti nel Nuovo Mondo come schiavi nel periodo che va dal 1549 al 1888. In questo periodo i missionari cattolici convertirono in massa gli schiavi, i quali tuttavia mantennero contemporaneamente vive le loro tradizioni religiose. Fu in questo periodo che il culto degli Orixas venne associato a quello dei santi cattolici dando vita a un fenomeno di sincretismo religioso, per cui ancora oggi a ciascuna delle divinità del candomblé corrisponde una figura del culto cristiano: ad esempio ad Oxala, dio della creatività e figlio della divinità suprema Olorun corrisponde Gesù, e a Omolu o Obaluiae, dio guaritore delle epidemie, corrisponde San Lazzaro. Durante il periodo finale della tratta degli schiavi (ultimo decennio del XIX secolo), gli schiavi portati in Brasile dai portoghesi si trasferirono nelle città, dove aumentarono notevolmente le loro possibilità di aggregazione, confronto e scambio, anche fra diverse etnie (un contatto impossibile nelle fazendas, in cui gli schiavi di diversa provenienza erano spesso suddivisi in diverse senzala). Allo stesso tempo, gli ex-schiavi si ritrovarono senza contatti assidui con il cattolicesimo. Sulla base di questi nuovi stimoli, si formarono nuovi gruppi di culti, spesso organizzati in irmandades ("confraternite").
A Salvador di Bahia, definita da Roger Bastide la Roma Nera, a causa del grandissimo numero di schiavi deportati nell'ultimo periodo della tratta, nacque il candomblé, la religione afro-americana che più si è mantenuta fedele alla matrice d'origine, reinventata e riformulata in Brasile dagli schiavi.
Oggi il governo brasiliano riconosce e protegge il candomblé e sovvenziona certi terreiros, specie a Salvador di Bahia.
Il candomblé ha avuto un enorme sviluppo negli ultimi dieci anni; oltre al Brasile, infatti, si sta diffondendo in altri stati nel mondo come il Portogallo (a Lisbona), la Francia (a Parigi), l'Inghilterra (a Londra) e l'Italia dove vi sono Terreiros in Lazio, Piemonte e Lombardia (l’Ilê Axé Alaketo Airá Olomi Oniwá a Galliate, fra Milano e Novara, dove si pratica il candomblé ketu).

### Il candomblé e altri culti creoli
Alla fine del XIX secolo furono introdotte nel paese alcune nuove teorie religiose e dottrine filosofiche. Così il candomblé, o per lo meno alcuni templi, furono influenzati dalla dottrina del francese kardec. Da candomblé si trasformò in umbanda. L'umbanda si consolidò presto come una religione aperta a tutti, senza distinzioni di razza, origine sociale, etnica e geografica. Ha molte similitudini con la religione afro-brasiliana, ma l'esoterismo ha orientato questo culto verso un'adorazione degli spiriti defunti piuttosto che degli orixa. L'umbanda penetrò soprattutto nell'area sud-est del Brasile, nella regione industrializzata di San Paolo.
Il candomblé può essere chiamato macumba in certe regioni, specialmente a Rio de Janeiro e San Paolo, benché la macumba sia maggiormente affine alla stregoneria europea, e in definitiva se ne distingua. Parimenti altre religioni di origine africana del Nuovo Continente, come il vudù di Haiti, la santeria cubana, l'omoloko e l'obeah, che si sono sviluppate indipendentemente dal candomblé, sono praticamente sconosciute in Brasile.

## Articolazione
Gli schiavi brasiliani erano originari di svariati gruppi etnici, tra cui gli yoruba, gli ewe, i fon, i bantu, i nagò, ecc.. I mercanti di schiavi li classificavano per porto di imbarco, pertanto la loro vera origine etnica poteva non essere esattamente corrispondente a quella che veniva loro riconosciuta. Siccome il candomblé nacque semi-indipendentemente in ciascuna di queste varie “nazioni”, si articolò in varie "sette", assumendo spesso nomi che derivano dal luogo di origine; per questo il termine candomblé designa vari riti con differenti stili i cui seguaci chiamano “nazioni”. È possibile distinguere queste nazioni fra loro dal modo di suonare l'atabaque, il tamburo rituale che accompagna con la musica l'intera cerimonia (con le mani o con le bacchette), dalla musica, dalla lingua usata nei canti religiosi, dai nomi delle divinità, dai colori e dalla foggia dei costumi, dal modo di ballare e da alcune diversità nel rituale.
La divisione in nazioni è stata influenzata anche dalle fratellanze religiose di schiavi brasiliani (irmandades) organizzate dalla Chiesa cattolica tra il XVIII secolo e il XIX secolo. Queste fratellanze, organizzate in gruppi etnici per favorire la predicazione nelle lingue madri degli schiavi, diede legittimità alle riunioni di schiavi, e in ultima analisi possono aver contribuito all'affermazione del candomblé.
In quella che è chiamata "nazione" Ketu, a Bahia, predominano gli orixa e i riti di origine yoruba. La "nazione" Angola, di origine bantu, adotta il panteon degli nkise, divinità simili agli orixa nago per caratteristiche e incorpora pratiche iniziatiche esclusive della "nazione" Angola. Il suo linguaggio rituale, anche se intraducibile, si originò dalla lingua quicongo. In questa "nazione" è fondamentale il culto dei caboclos, gli spiriti degli indios considerati dai primi africani arrivati in America, gli spiriti ancestrali brasiliani, pertanto degni di essere venerati nel nuovo territorio.
Questa è una classificazione di massima delle maggiori nazioni e delle sotto-nazioni, e dei loro linguaggi sacri.
- lingua yoruba (iorubá o nagô in portoghese)
  - Ketu o Queto (Bahia e la maggior parte degli stati brasiliani)
  - Efã (Bahia, Rio de Janeiro e San Paolo)
  - Ijexá (Bahia)
  - Nagô Egbá o Xangô do Nordeste (Pernambuco, Paraíba, Alagoas, Rio de Janeiro e San Paolo)
  - Oió-ijexá o Batuque-de-Nação (Rio Grande do Sul)
  - Mina-nagô o Tambor-de-Mina (Maranhão)
  - Xambá (Alagoas e Pernambuco) (quasi estinto).
- Bantu o Angola - mescolanza di lingue bantu, (kikongo e kimbundo)
  - Candomblé de Caboclo (diffuso tra le popolazioni indios; rende culto a divinità indigene accanto agli orixás)
- Jejé (questo termine deriva dallo yoruba adjeje che significa straniero) - lingue ewe, fon, e gen
  - Mina Jejé (Maranhão)
  - Babaçuê (Pará)

## Cosmo e divinità
Nonostante ci sia un pantheon di divinità numeroso, il candomblé non è propriamente una religione politeista; esiste un principio primo (chiamato Olorun dalla nazione Ketu, Zambi o Zambiapongo dalla nazione Bantu, Mawu dalla nazione Jeje), da cui provengono gli Orixa, Nkise o Vodun (divinità) a cui ha delegato il suo potere. La maggior parte dei brasiliani lo identifica con il dio cristiano. Il candomblé cerca un rapporto armonioso fra tutte le parti che compongono l'essere umano, il cosmo e la società mettendo in equilibrio tutti questi aspetti. L'universo sacro è reale ed i fedeli partecipano al mondo invisibile, questo mondo sacro esiste, si può sentire ed entrarci in comunicazione. Generalmente chi pratica ha nei confronti del candomblé una profonda fede nelle energie superiori della natura. Ogni persona è un frammento della divinità dalla quale ha ereditato le caratteristiche fisiche, psichiche ed energetiche.
La continuità e l'equilibrio con l'universo sacro e la natura si acquisiscono attraverso la riposizione di una forza magico-sacra che fluisce in tutte le cose, piante, animali, esseri umani, chiamata axé. L'axé può diminuire, aumentare ed essere distribuito attraverso dei riti che hanno la finalità di portare equilibrio e benessere alla comunità o all'individuo con il cosmo, la natura e le persone. Il fondamento del candomblé è la vita vissuta bene ed ora.

### Gli orixa
Gli adepti al candomblé ketu credono negli orixa. Questi sono delle divinità che possiedono una propria personalità e ciascuno di loro è associato ad un fenomeno naturale specifico e a certi colori. Nei loro miti vengono raccontati una grande quantità di insegnamenti mistici connessi all'elemento naturale caratteristico del particolare orixa, Ciascuno degli elementi della natura ha delle sotto-categorie (es: acqua, c'è l'acqua dolce ed acqua salata).
L'orixa, detto anche santo, per il passato processo sincretistico con i santi cattolici, si impossessa del credente e si serve di lui come strumento per comunicare con i mortali. Tra gli adepti al candomblé è diffusissima la credenza secondo la quale ogni persona possiede una divinità protettrice chiamata orixà de cabeça o orixa de frente, che fa assumere involontariamente al suo protetto, filhos o filhas, tutte le sue caratteristiche, positive e negative.
Gli orixa ascoltano le richieste, danno consigli, concedono la grazia, danno la cura alle malattie e consolano nel momento del bisogno. Il mondo celeste non è distante, né superiore e il credente può conversare direttamente con la divinità e chiederne i benefici.
In totale, il candomblé rende omaggio ad un centinaio di entita spirituali e a 16 orixa. Questi ultimi sono onorati in tutti i terreiro di Candomblé.
Ciascun orixa ha una propria personalità, e un proprio sistema cultuale, che può cambiare non solo da nazione a nazione ma anche da terreiro a terreiro anche se esiste una linea di domini e particolarità riconosciute e note a tutti.
D'altro canto, orixas con caratteristiche simili possono essere considerati come distinti; ad esempio Kabila della nazione Bantu, Oxóssi della nazione Ketu e Otulu della nazione Jejé sono tutti cacciatori e hanno gli stessi colori simbolici, ma non vengono identificati.
Esistono poi tra gli orixa due importanti figure: Orixa Orunmila-Ifá e Orixa Èṣù. Orunmila lavora per portare agli uomini, attraverso il suo oracolo chiamato Ifá, consultato esclusivamente dai babalawo qualificati e non da babalorixa o iyalorixa di Candomblé o umbanda, le parole di Olodumare, l'essere supremo, nonché di tutti gli altri orixa di modo che i devoti possano usufruire al meglio dell'aiuto divino.
Orunmila Ifá è un orixa il cui culto non è presente in nessun terreiro di Candomblé, causa la mancanza della figura del babalawo tra i sacerdoti della casa e la mancata conoscenza specifica del proprio sistema oracolare che differisce dall'oracolo dei buzios o conchiglie. Esu a sua volta è l'orixa onnipresente e tra le sue caratteristiche è da ricordare il ruolo di messaggero divino tra uomini, orixa e olodumare.

#### Lista degli orixas della nazione ketu rappresentati in circolo secondo l'argolas
```
                                    * 
Oxalá

                           * 
Ewa
           * 
Jemanjá

                    * 
Oxumaré
                  * 
Logumedê

                 * 
Ossanha
                        * 
Obá

               * 
Obaluaiê
                           * 
Oxum

                 * 
Ibeji
                           * 
Jansã

                     * 
Nanã
                      * 
Xangô

                          * 
Exù
             * 
Oxóssi

                                    * 
Ogum
```

#### Exù
Exù lo si trova con le stesse modalità di espressione e sempre come messaggero tra gli uomini e gli Orixà. È una specie di trickster e spesso è stato equiparato o sincretizzato con il diavolo cristiano. Tutti i momenti iniziali di qualsiasi cerimonia, individuale o collettiva, pubblica o privata, gli sono dedicati perché possa trasmettere alle divinità i desideri, buoni o cattivi dei suoi membri, e perché non interferisca in ciò che sta per essere celebrato. L'omaggio obbligatorio a Exù, chiamato despacho o ébò, può assumere forme differenti, ma in tutto il Brasile è depositato nei crocicchi, dominio incontestato del messaggero celeste.

## Il culto

### La gerarchia nel terreiro

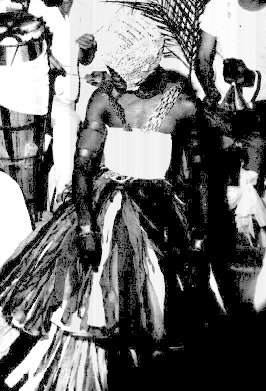
Orixá Exú

Gli Orixas ricevono regolarmente omaggi sotto forma di offerte, danze sacre e canti.
Il tempio dove si svolgono le cerimonie e la vita del sacerdote o della sacerdotessa, pai de santo o mãe de santo e dei suoi filhos de santo e filhas de santo, si chiama terreiro.
Le autorità spirituali sono il Pai de santo e la Mãe de santo, che al di sopra di loro riconoscono solo la forza degli Orixa. Il terreiro essendo una comunità a sé stante, ha come unica autorità spirituale e morale il sacerdote o la sacerdotessa. La IyalOrixa o il BabalOrixa, questa è l'espressione yoruba che si utilizza nel candomblé nago, divide la forza spirituale con le persone che compongono il terreiro secondo una gerarchia molto netta. Ha la funzione di iniziare e seguire il cammino dei suoi adepti, istruendoli con nozioni relative al culto e dando consigli. Inoltre cura tutti gli aspetti relativi alla cerimonia; quindi presenzia ai sacrifici rituali, osserva e corregge l'esecuzione di qualsiasi rituale e attraverso il jogo de buzios dialoga con gli Orixa e aiuta risolvere i problemi di tutti gli adepti dispensando consigli suggeriti dalle divinità. Il pai o la mãe de santo sono obbligati a mostrarsi in pubblico ostentando i simboli della loro professione, saranno quindi ornati di anelli e collane rituali oltre a indossare il classico vestito cerimoniale.
Al fianco di questa figura prestigiosa c'è il Babaegbé o la Iyaegbe, il padre piccolo o la madre piccola, autorità che si trova immediatamente sotto quella principale, responsabile dell'ordine, della tradizione e della gerarchia.
Altra figura di rilievo è la Yabassé, la responsabile degli alimenti sacri, un incarico prettamente femminile; la possono aiutare tutti i filhos e le filhas-de-santo ma nonostante il loro aiuto lei è l'unica responsabile degli eventuali errori.
L'Axogun è il responsabile dei sacrifici. Lavora insieme alla mãe o al pai de santo. Non può sbagliare. È il responsabile diretto dei sacrifici dall'inizio dell'atto fino alla fine. È chiamato anche mão de faca, ovvero mano di coltello.
Alla base di questa gerarchia ci sono le filhas e i filhos de santo. Nel candomblé l'iniziazione serve per poter far parte dei quadri sacerdotali. La persona novizia rimane reclusa nel terreiro intorno ai 21 giorni. Nel periodo precedente si sarà preoccupata di raccogliere il denaro per le offerte da fare e per i vestiti e magari anche per la propria famiglia, al cui sostentamento di solito contribuisce e con cui non sarà in contatto nel tempo necessario al rito di iniziazione. È una religione dove la spesa materiale è molto grande e significativa.
Le filhas de santo sono l'ultimo gradino di questa gerarchia solo in teoria, perché in pratica sono loro a far vivere il terreiro, sostenendolo economicamente e religiosamente.

### La possessione
Il privilegio di servire gli Orixas come "cavallo" (ossia esserne posseduti) è riservata a pochi eletti, specialmente a quelli di sesso femminile. La possessione da parte della divinità, che rappresenta la caratteristica principale dei culti di origine africana, non si esercita su una persona qualsiasi, ma su alcuni soltanto. Il carattere personale della divinità è un'ulteriore caratteristica. Ogni persona è preparata per accogliere solo la sua divinità protettrice e nessun'altra.

### La divinazione con il jogo de buzios
Jogo de Buzios si traduce in italiano con "lancio delle conchiglie". Questa è una pratica divinatoria che mette in contatto le persone con gli Orixa, grazie alle capacità medianiche e alla forza spirituale del sacerdote o della sacerdotessa.
Il pai o la mãe de santo, durante le sedute di divinazione, utilizzano come mezzo di comunicazione da dodici a ventuno conchiglie della specie Cypraea moneta, che il divinatore lascia cadere sopra un cestino contornato da numerose collane e oggetti vari, come monete e pietre. La consultazione viene effettuata davanti ad un bicchiere d'acqua e ad una candela accesa: il primo rappresenta l'elemento naturale, fonte di vita e catalizzatore delle energie negative che inconsapevolmente il consultante porta sempre con sé; la candela invece è l'unione indispensabile dei 4 elementi naturali acqua terra fuoco e aria. L'oracolo può essere una fonte di guadagno per il/la sacerdote/ssa ma indispensabile per i praticanti della religione perché solo attraverso questa consultazione si riesce a mettere in contatto diretto come un vero e proprio dialogo, alle volte fatto di domande e risposte, il mondo terreno (AYE) con il mondo spirituale (ORUN) riuscendo così a stabilire quali offerte sono richieste dagli stessi Orixa per la risoluzione di problematiche di diversa natura sia materiale che spirituale.